# Jonas Emet
Jonas Emet (Jakobstad, 13 februari 1988) is een Finse profvoetballer, die als middenvelder speelt voor FF Jaro en vertegenwoordigde de diverse Finse nationale voetbalelftallen.

## Carrière
Emet begon zijn loopbaan bij Veikkausliiga club FF Jaro in 2007, toen hij zich bij de hoofdselectie aansloot. Hij speelde tussen 2007-2009 zesennegentig wedstrijden en scoorde tien goals voor de club, toen hij op 2 oktober 2009 een contract tekende en in januari 2010 bij het openen van de transfermarkt naar Tampere United verhuisde. Daar raakte zijn carrière een beetje in het sloop en na zeventien wedstrijden in twee jaar verkaste hij naar IFK Mariehamn in 2011.
In 2012 keerde Emet terug bij FF Jaro. In 2014 werd Emet samen met de Argentijnse spits Luis Solignac van IFK Mariehamn topscorer met 14 goals in de Veikkausliiga.